# Дереагджъ (квартал на Истанбул)
„Дереагджъ“ (на турски: Dereağzı) е квартал на Истанбул, разположен в градска околия Бейликдюзю. Общата му площ е 6,6 км2. Според данни на Адресната система за регистриране на населението (ABPRS) към 2024 г. населението на „Дереагджъ“ е 20 733 жители.